# Geissomeria longiflora
Geissomeria longiflora là một loài thực vật có hoa trong họ Ô rô. Loài này được Lindl. mô tả khoa học đầu tiên năm 1827.